# Peter Forsberg Trophy
Peter Forsberg Trophy är ett pris instiftat av Ishockeyjournalisternas Kamratförening som tilldelas säsongens bästa forward i svensk ishockey.
Priset är uppkallat efter Peter Forsberg som i samarbete med Kamratföreningen utser vinnarna av priset. 

## Vinnare
| År        | Vinnare          | Lag                 | Vinst nr |
| --------- | ---------------- | ------------------- | -------- |
| 2012/2013 | Jimmie Ericsson  | Skellefteå AIK      | 1        |
| 2013/2014 | Joakim Lindström | Skellefteå AIK      | 1        |
| 2014/2015 | Mattias Sjögren  | Linköpings HC       | 1        |
| 2015/2016 | Linus Omark      | Salavat Julajev Ufa | 1        |
| 2016/2017 | Oskar Lindblom   | Brynäs IF           | 1        |
| 2017/2018 | Elias Pettersson | Växjö Lakers        | 1        |